# Monômero
Em química, um monômero (português brasileiro) ou monómero (português europeu) (do grego "mono", "um" e "meros", "parte") é uma pequena molécula composta por um único mero, que pode ligar-se a outros monômeros formando moléculas maiores denominadas polímeros. 
Exemplos de monômeros são os hidrocarbonetos, derivados do petróleo, dos tipos alcanos e alcenos. Os hidrocarbonetos como o estireno e etileno reagindo em cadeia formam plásticos como o poliestireno (reação em cadeia do estireno) e polietileno (reação em cadeia do etileno). Esta reação em cadeia entre os monômeros formando o polímero é chamada de polimerização.
Monómeros:....+ A + A + A + A + .... → Polímero:...-(A-A-A-A)-....
Os aminoácidos são monômeros naturais que polimerizam formando as proteínas, e a glicose é também um monômero natural polimeriza formando os polímeros amido, celulose e glicogênio.
A reação de polimerização, como no caso da formação dos polímeros amido e celulose a partir dos monômeros de glicose, é uma reação de "desidratação" ou de "condensação" (devido a formação da água ( H2O ) como um dos produtos) , onde um átomo de hidrogênio de um monômero combina-se com o grupo hidroxila ( -OH ) de outro monômero, formando a água. As ligações livres dos dois monômeros se combinam formando o polímero.
Quando não ocorre a formação de água na polimerização entre monômeros do mesmo tipo, como no caso da formação do polímero polietileno, a reação é denominada de "polimerização de adição". Quando ocorre entre monômeros diferentes, por exemplo, entre estireno e eritreno (seja por adição ou condensação) é denominada de "copolimerização".
Os polímeros , dependendo do número de monômeros, podem ser chamados de "dímeros", "trímeros" , "tetrâmeros" , ... se tiverem 2, 3 , 4, ... monômeros, respectivamente. Qualquer número de unidades de monômeros nos polímeros mais simples podem ser indicados pelo prefíxo apropriado. Quando o polímero é extenso prefere-se utilizar o prefixo "poli", por exemplo, polietileno.
Excimer significa excited dimer, ou seja, um composto formado por duas moléculas de um monômero, no estado excitado.